# عجمي (يافا)

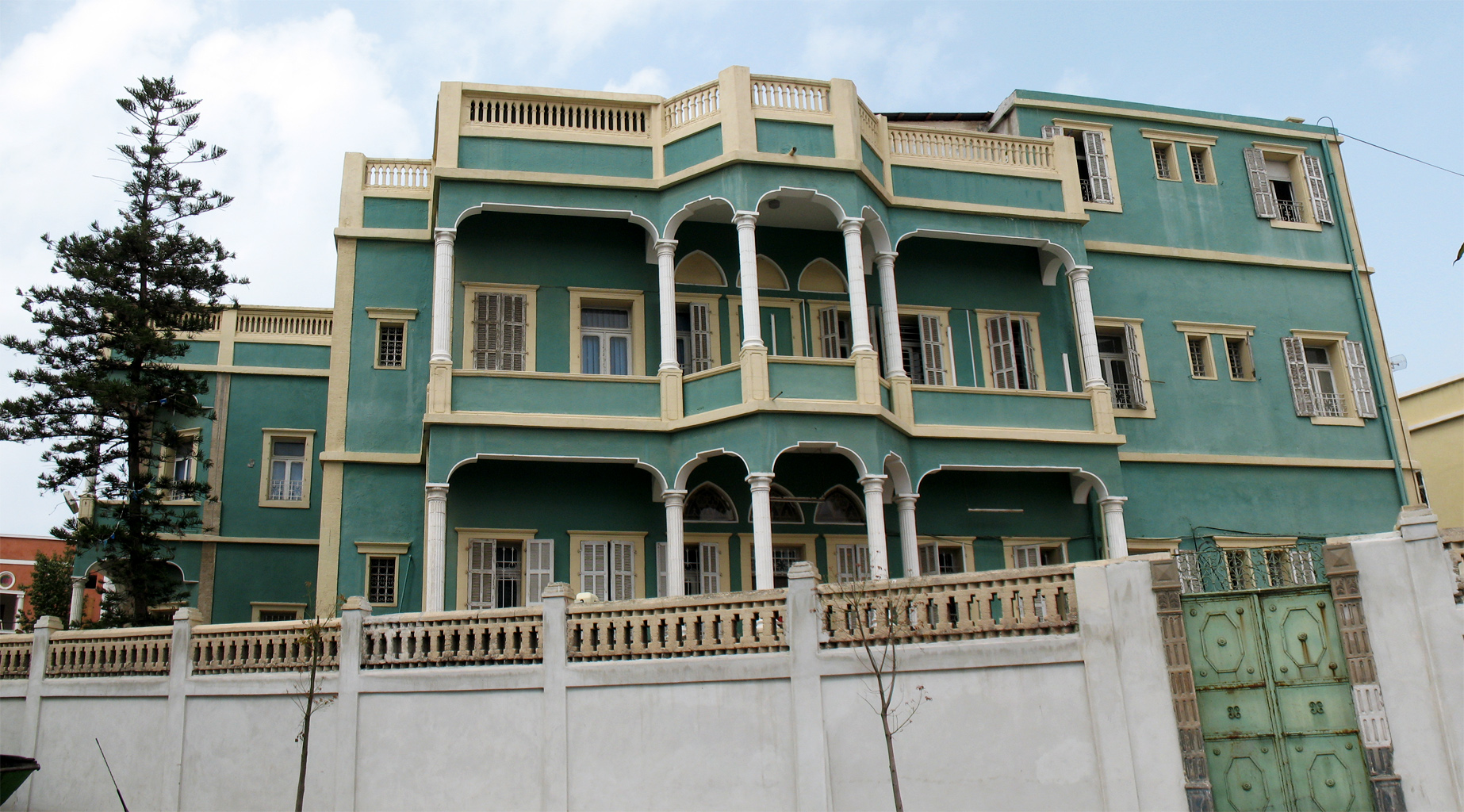
"البيت الأخضر" في حي عجمي

العجمي هو حي عربي يقع جنوب يافا القديمة على شاطئ البحر الأبيض المتوسط. تطور الحي في أواخر القرن التاسع عشر بعد هدم أسوار مدينة يافا، وبحلول عشرينيات القرن العشرين أصبح منطقة حضرية مكتظة بالسكان.

## أصل التسمية
سمي الحي على اسم مقام إبراهيم العجمي ويعتقد البعض أنه من صحابة النبي. وبحسب التقاليد، فقد دُفن في الضريح جنوب الحي. وبني مسجد لاحقاً في نفس الموقع في 1895، وهو مسجد العجمي، الذي سُمي باسمه.

## تاريخه

### العصر العثماني والبريطاني

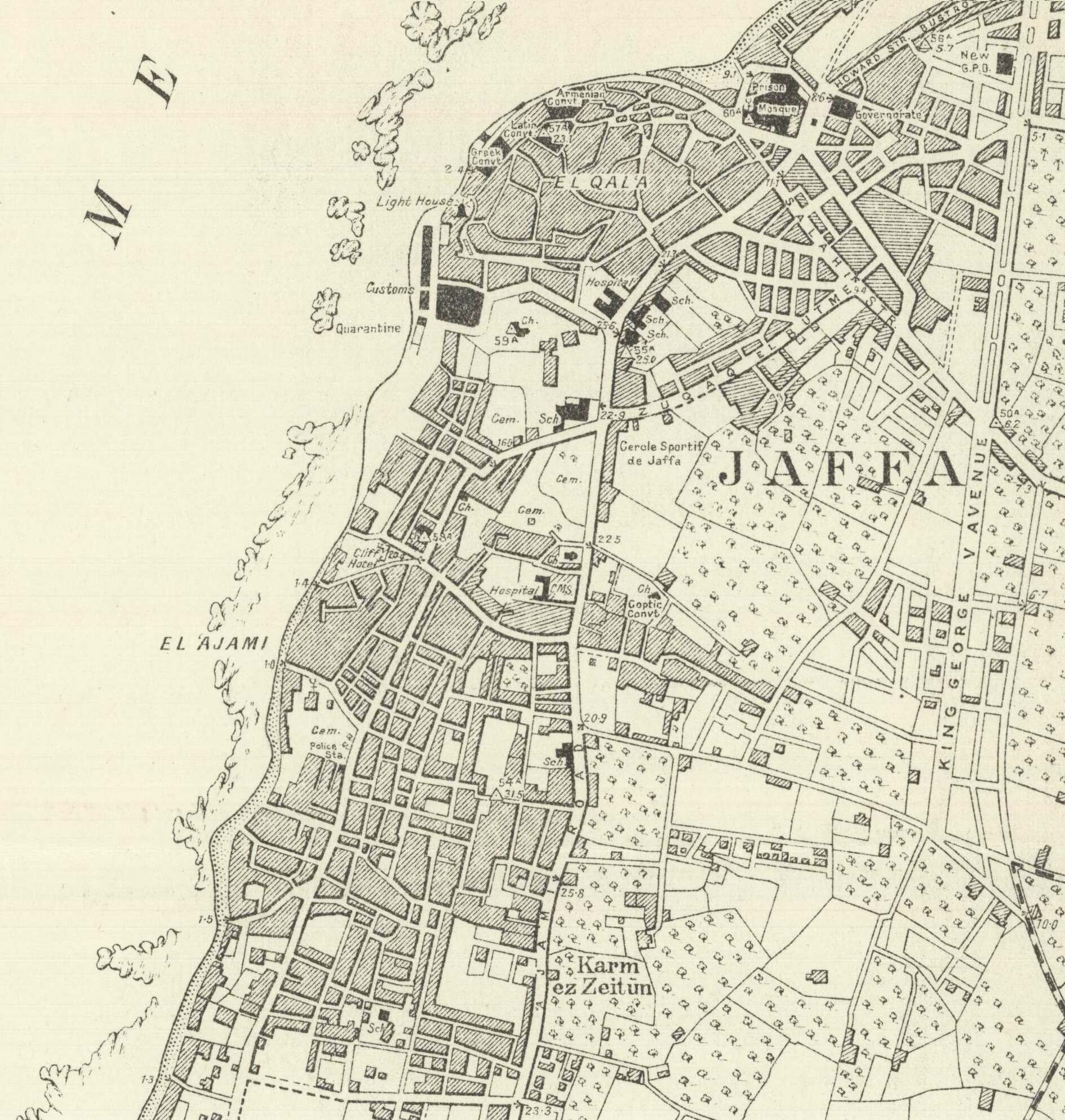
العجمي كما يظهر كأحد أحياء يافا في خريطة مسح فلسطين في 1930

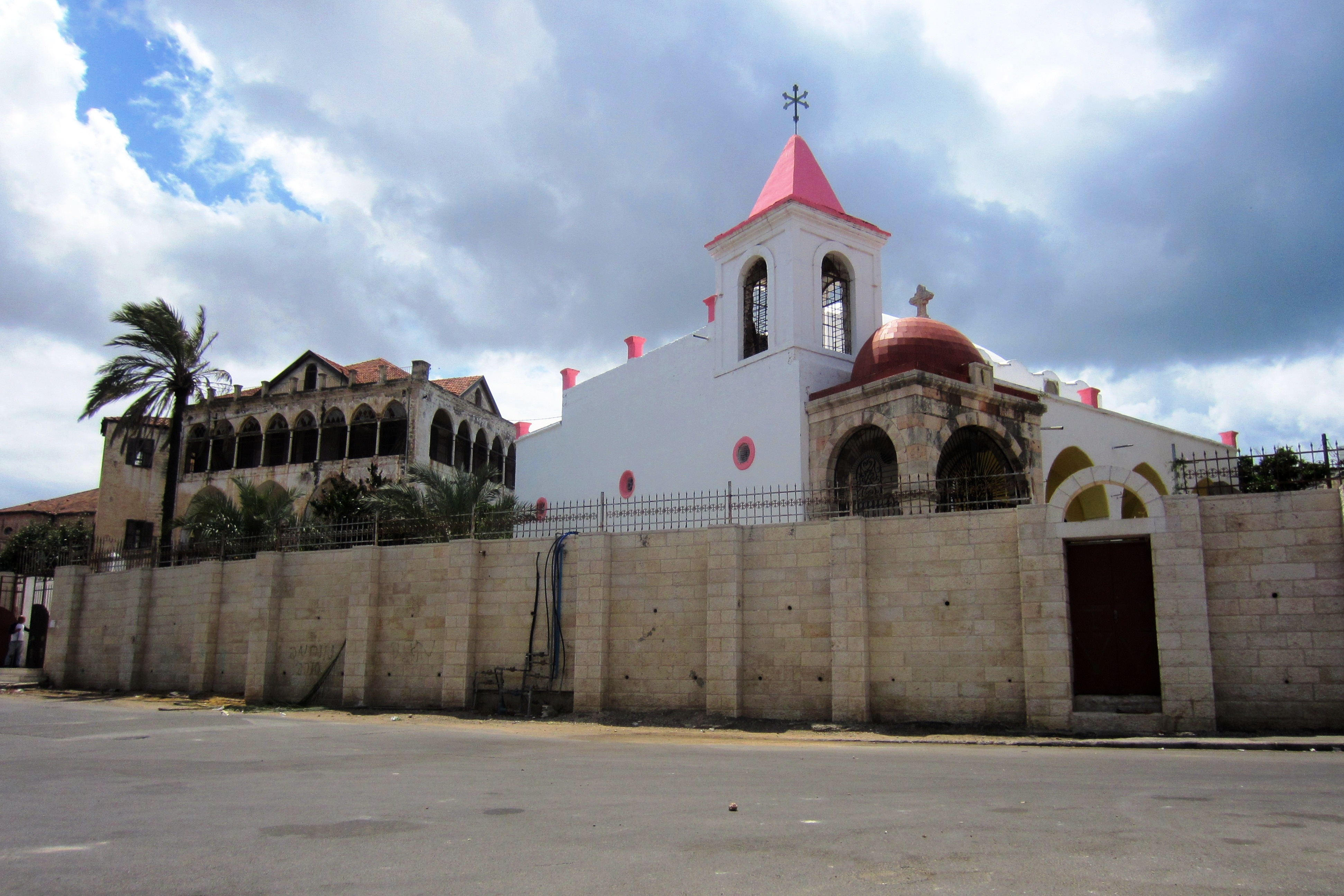
كنيسة الأنبا أنطونيوس القبطية وسط حي العجمي

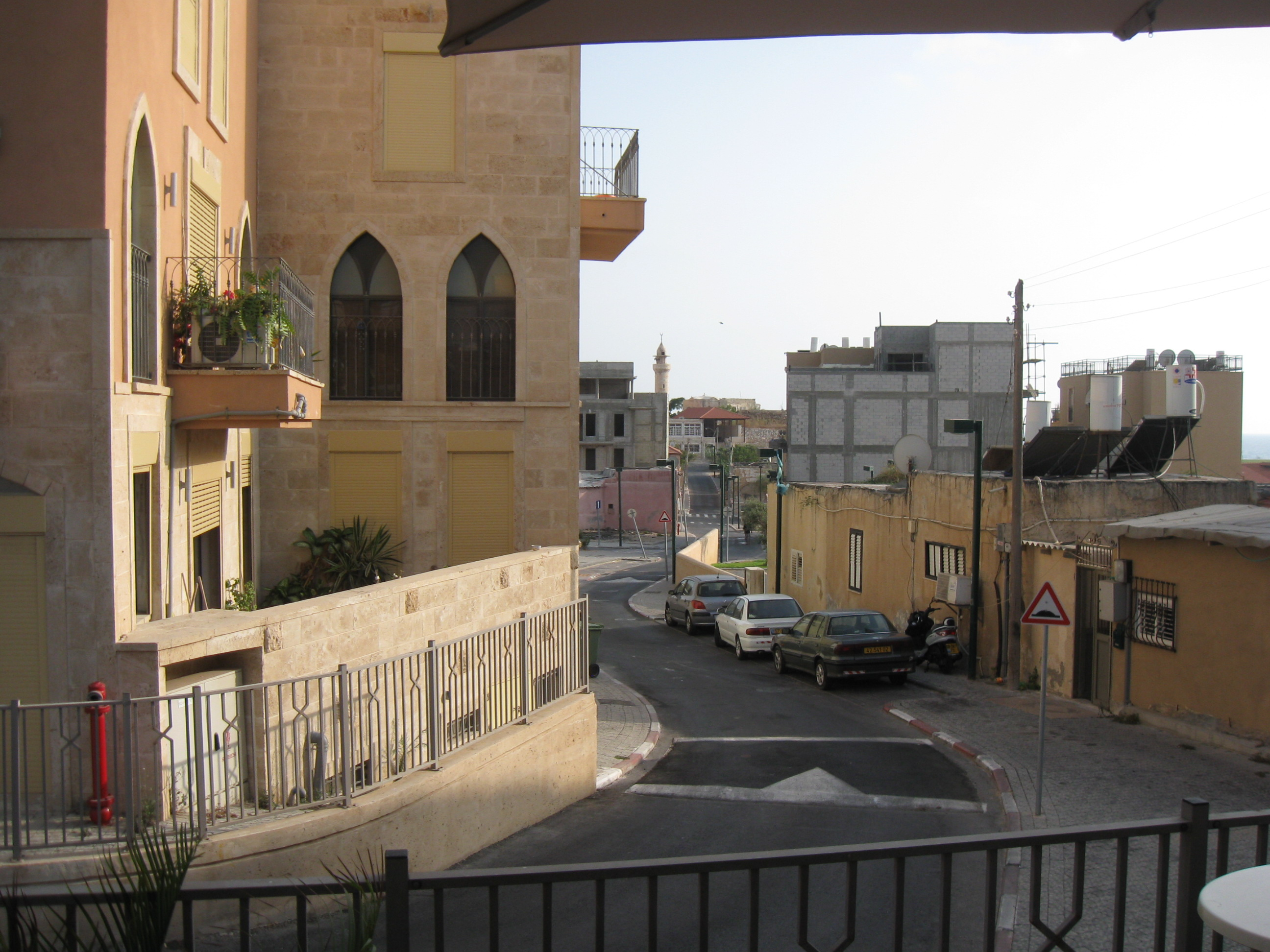
العجمي، يافا

تأسس العجمي أثناء الحكم العثماني على فلسطين في نهاية القرن التاسع عشر، كمستوطنة مسيحية مارونية صغيرة. كانت شوارع الحي موازية للساحل، مع منازل واسعة وأزقة سلالم صغيرة تؤدي إلى الشاطئ. ويوجد في المرفأ المجاور دير وكنيسة مارونيان تأسسا في 1855. كما بنى الأب أنطونيوس شبير غسطاوي، راهب من الرهبانية اللبنانية المارونية، ببناء كنيسة جديدة ودير على مساحة 1600 م² في 1895. وفيما بعد، بين عامي 1901 و1920، هُدمت الكنيسة وحلت محلها كنيسة أكبر وأكثر جاذبية، وقد وُضع الحجر الأول لها خلال احتفال كبير في 28 فبراير 1904. ولا تزال هذه الكنيسة المارونية قائمة حتى اليوم، وهي تقع في الطرف الجنوبي من شارع الدولفين وسط حي العجمي.
وكانت منازل الحي مبنية من الحجر الجيري وتحيط بها أفنية واسعة، مما عكس القوة الاقتصادية لسكانه الموارنة. كان العجمي أول حي في يافا - في الواقع في كل فلسطين - يتم ربطه بسرعة وبشكل كامل بشبكة الكهرباء الجديدة التي بنتها شركة كهرباء يافا في 1923 وذلك لكونه منطقة سكنية ثرية للطبقة المتوسطة العليا.

### حرب فلسطين 1947–1949
كان للعجمي دور بارز في تاريخ يافا بما في ذلك حرب فلسطين 1947-1949 وأحداث النكبة. في أعقاب قرار الحكومة البريطانية بإنهاء الانتداب على فلسطين، اندلعت الاشتباكات بين العصابات الصهيونية (الهاغاناه والإرغون) والقوات غير النظامية من العرب الفلسطينيين. وشهدت يافا بعضاً من أعنف هذه الاشتباكات. واستسلمت يافا في 13 مايو 1948، أي قبل يوم واحد من إعلان قيام دولة إسرائيل؛ واضطر السكان العرب المتبقون إلى الانتقال إلى العجمي، حيث خضعوا للأحكام العرفية. وأشارت التقديرات بحلول نهاية الحرب إلى أن أكثر من 90% من سكان يافا العرب الفلسطينيين فروا. وبقي حوالي 3,000 شخص في يافا.

## معالم الحي
- متنزه العجمي
- كنيسة سان أنطوني
- كنيسة سان جورج
- كنيسة سان أنطوني القبطية
- مسجد العجمي

يحتوي الحي على مبانٍ ومنازل تعود إلى العهد العثماني، ولكن بنيت أيضًا منازل جديدة مكتظة بالسكان. وشوارع الحي مليئة بالمحلات التجارية والمطاعم.
بعد حرب 1948، أصبح حي العجمي فقير، ومهمش لان أغلبية ساكنية من العرب، لكن الحي عاد إلى النور بعد ترشيح فيلم «العجمي» لجائزة الأوسكار عام 2009، وهو الفيلم الذي يحكي قصص سكان الحي ويكشف الحقيقة الأساسية التي تجذب المستثمرين الصهاينة، المدعومين من الكيان الاستعماري، لطرد الفلسطينيين من منازلهم.